# 그림샘
그림샘 애니메이션은 대한민국의 애니메이션 제작사이다. 선우앤컴퍼니의 한 부서이다.
그림샘은 니켈로디언의 장편 작품을 만들며, 폭스 TV 시리즈 패밀리 가이를 작업했다.

## 애니메이션 장편 작품 목록
- 패밀리 가이
- 야러그래츠
- 쏜베리의 가족 탐험대 - 극장판